# 瓦窑嘴墓地
瓦窑嘴墓地，位于中国青海省海东市乐都区雨润乡汉庄村，为第四批青海省文物保护单位，公布日期为1986年5月27日，类型为古墓葬。
瓦窑嘴墓地的历史年代为马家窑类型、马厂类型、齐家文化。